# OpenXR
OpenXR est une norme ouverte et libre de droits permettant l’accès aux plates-formes et dispositifs de réalité virtuelle et de réalité augmentée. Il est développé par un groupe de travail géré par le consortium du groupe Khronos. OpenXR a été annoncé par le groupe Khronos le 27 février 2017 lors de la GDC 2017,,. La première version pour l'industrie d'OpenXR a été dévoilée le 29 juillet 2019, avec la version 1.0.   

## Architecture
La norme vise à fournir à terme deux composants : une API destinée aux développeurs d'applications et une couche de périphérique destinée au matériel de réalité virtuelle ou de réalité augmentée, présentant une interface d'abstraction avec le périphérique lui-même. 
La version provisoire 0.90 contient une API, la couche de périphérique étant prévue comme interface de plug-in pour les versions post-1.0,,. 
Les éléments fondamentaux de cette API sont: 
- XrSpace : une représentation de l'espace 3D
- XrInstance : une représentation de l'environnement d'éxecution OpenXR
- System et XrSystemId : une représentation des périphériques, y compris les périphériques et les contrôleurs de réalité virtuelle ou de réalité augmentée
- XrActions : utilisé pour gérer les entrées utilisateur
- XrSession : représente la session d'interaction entre l'application et l'utilisateur

## Feuille de route
En mars 2017, le groupe Khronos prévoyait provisoirement de publier la première version de l'API à la fin de 2018. L'API a été publiée en mars 2019, sans interface de périphérique de plug-in,,.   
Le 29 juillet 2019 est publiée la première version pour l'industrie, OpenXR 1.0. 

## Contributeurs
Les sociétés suivantes sont répertoriées par Khronos en tant que soutiens publics de OpenXR : 
- AMD
- Antilatency
- ARM Holdings
- AREA
- DisplayLink
- Collabora
- Epic Games
- Google
- HP
- HTC
- Huawei Technologies
- Imagination Technologies
- Intel Corporation
- LG Electronics
- Logitech
- LunarG
- Magic Leap
- MediaTek
- Microsoft
- Mozilla
- Nokia
- Nvidia
- Oculus VR
- PicoVR
- Pluto VR
- Qualcomm
- Razer Inc.
- Samsung Electronics
- Sensics
- Sony Interactive Entertainment
- Tobii Technology
- Unity Technologies
- Valve Corporation
- Varjo
- VeriSilicon
- VIA Alliance Semiconductor Co., Ltd.[réf. souhaitée]
- zSpace

## Voir également
- OpenVR
- WebVR